# Абдул Ґадірі
Абдул Ґадірі (д/н — 1822) — 6-й альмамі імамату Фута-Джаллон в 1800-1802, 1804—1810 і 1814—1822 роках.

## Життєпис
Син Сином або онуком альмамі Ібрагіма Сорі I. Після повалення родича альмамі Саїда 1799 року домовився з новим володарем з клану Альфайя — Абдулаєм Бадембою панувати почергово по 2 роки. В результаті вдалося поліпити внутрішню стабільність. Знову почалися загарбницькі походи.
Сам Абдул Ґадірі панував у 1800—1802 і 1804—1808 роках. Втім у 1808 році він відмовився залишатися посаду альмамі, внаслідок чого спалахнула війна зк ланом Альфайя. 1810 року Абдула Ґадірі було задірі було повалено. він втік за кордон.
1814 року здобувши війська в Фута-Торо і Бунду та вогнепальну зброю, вдерся до імамату, почавши війну проти альмамі Абдулая Баремби, якого того ж року повалив й стратив. Вісля цього протягом 8 років спокійно панував. Помер 1822 року. Йому спадкував Бубакар I Сорі.